# Trichomoniasi aviaria
La trichomoniasi aviaria è una malattia tipica di piccioni e più raramente di galline, tacchini e galline faraone. È contraddistinta da una notevole mortalità, prossima al 70% e più alta negli individui giovani, a causa di ulcerazioni all'apparato digerente e ascessi epatici.
L'agente eziologico responsabile è il parassita Trichomonas gallinae, un protozoo. Esso viene trasmesso attraverso l'alimentazione e con il latte di gozzo da madre a figlio oppure tramite feci e acqua contaminata.

## Ciclo di vita e trasmissione deiTrichomonas gallinae
Il Trichomonas gallinae si trova solitamente nella cavità orale-nasale o nella parte distale del tratto digerente e respiratorio. Essi si moltiplicano rapidamente dalla semplice divisione (fissione binaria), tuttavia, se posti all'esterno dell'organismo ospite, muoiono rapidamente.
Per via del loro ciclo di vita, la trasmissione del parassita da un esemplare all'altro può avvenire in tre modi:
1. La trasmissione si può verificare quando volatili infetti (vettori) nutrono con il "latte di piccione" i piccioni appena nati.
2. Tacchini e polli possono essere infettati attraverso l'acqua potabile o alimenti contaminati. Poiché il Trichomonas gallinae non sopravvivono a lungo fuori dall'ospite la trasmissione deve avvenire rapidamente.
3. Un'infezione può avvenire in un rapace che si è nutrito di un uccello infetto.

## Clinica
La trichomoniasi aviaria è principalmente una malattia dei giovani uccelli. La gravità della malattia dipende dalla sensibilità di essi e dalla potenziale di patogenicità del ceppo del parassita. Gli uccelli adulti possono guarire e diventare portatori sani.
Negli uccelli giovani, le prime lesioni appaiono come piccole aree bianco-giallastra nella cavità orale, in particolare sul palato molle. Queste lesioni consistono nell'infiammazione e ulcerazione della superficie della mucosa, esse possono anche trasformarsi in grandi masse necrotiche. Di tanto in tanto, la malattia può diffondersi penetrando i tessuti sottostanti finendo per coinvolgere il fegato e altri organi.

## Prevenzione
La trichomoniasi può essere prevenuta in un branco con l'abbattimento o il trattamento degli uccelli infetti. Gli alimenti e le fonti d'acqua devono essere protetti dalle contaminazioni.

## Trattamento
La terapia è facilmente eseguibile e prevede una singola dose orale di carnidazolo oppure metronidazolo o ronidazolo per 5 giorni consecutivi.